# Le plan est l'amour, le plan est la mort
Le plan est l'amour, le plan est la mort (titre original : Love Is the Plan the Plan Is Death) est une nouvelle de James Tiptree, Jr., un pseudonyme utilisé par l'écrivaine américaine de science-fiction féministe Alice Sheldon. La nouvelle a remporté le prix Nebula de la meilleure nouvelle courte 1973. Elle est apparue pour la première fois dans l'anthologie The Alien Condition, éditée par Stephen Goldin, publiée par Ballantine Books en Avril 1973. 

## Description
La nouvelle est une histoire réunissant les sujets de la morale, du sexe et de l'évolution. Elle est racontée à la première personne du point de vue d'un insecte mâle géant nommé Moggadeet qui utilise la prose symbolique de la pornographie des années 1920.[réf. nécessaire] L'insecte essaie de se comprendre et d'accéder à une forme plus élevée de conscience, en s'opposant à ce qu'il appelle le « Plan », qui représente la finalité de l'instinct de son espèce et qui lui a été inculqué par ses parents. Il devient clair que s'il ne parvient pas à abandonner ce plan, son espèce est condamnée. La nouvelle insiste sur le fait que s'abandonner à ses instincts (notamment de cannibalisme dans ce cas) implique de rester esclave de sa nature animale. La fin de la nouvelle montre l'insecte mâle parlant à sa partenaire sexuelle qui est en train de le dévorer, en lui racontant son histoire, toutes les tentatives pour échapper au Plan s'étant montrées vaines.
Le langage employé se veut primitif et James Tiptree, Jr. indique à ce sujet avoir souhaité que la prose ressemble davantage à Vladimir Nabokov, mais puisque les aliens sont aussi primitifs qu'elle on peut se réjouir que le langage utilisé se situe un poil au-dessus de « Moi Tarzan toi Jane ».

## Publication
Le plan est l'amour, le plan est la mort est apparue pour la première fois dans l'anthologie The Alien Condition, éditée par Stephen Goldin, publiée par Ballantine Books en avril 1973.
La nouvelle est apparue dans les recueils suivante :
- 1973 : The Alien Condition (en) édité par Stephen Goldin.
- 1974 : Nebula Award Stories 9 édité par Kate Wilhelm.
- 1974 : Warm Worlds and Otherwise (en) de James Tiptree Jr.
- 1975 : La frontière avenir de Henry-Luc Planchat[4].
- 1981 :The Future I édité par Joseph D. Olander, Martin H. Greenberg et Isaac Asimov.
- 1985 : Great Science Fiction: Stories by the World's Great Scientists édité par Isaac Asimov, Martin H. Greenberg et Charles G. Waugh.
- 1985 : Byte Beautiful: Eight Science Fiction Stories (en) de James Tiptree Jr.
- 1986 : The Science Fiction Hall of Fame, Volume IV édité par Terry Carr.
- 1989 : The Best of the Nebulas édité par Ben Bova.
- 1990 : Her Smoke Rose Up Forever (en) de James Tiptree Jr.

## Réception
Le plan est l'amour, le plan est la mort a remporté le prix Nebula de la meilleure nouvelle courte 1973 et a été nommée pour le prix Hugo de la meilleure nouvelle longue 1974 et classée troisième au prix Locus de la meilleure nouvelle 1974.
Kirkus Reviews l'a qualifié de « très loué ». Le Washington Post considérait que « l'image d' une espèce intelligente dont les impératifs biologiques obligent les femelles à dévorer leurs compagnons (...) est dramatisée avec la franchise d'une flèche frappant une cible ».
La traduction en français est citée dans une controverse à propos du droit des œuvres dérivées.
Love Is the Plan the Plan is Death est aussi le titre d'un album de James Blackshaw (en) de 2012.